# Alphasat
O Alphasat, também conhecido por Inmarsat-4A F4 (originalmente denominado de Alphasat I-XL ou Inmarsat XL), é um satélite de comunicação geoestacionário construído pelas empresa EADS Astrium e Thales Alenia Space. Ele está localizado na posição orbital de 25 graus de longitude leste e é operado em conjunto pela Agência Espacial Europeia (ESA) com a Inmarsat. O satélite foi baseado na plataforma Alphabus e sua expectativa de vida útil é de 15 anos.

## Lançamento
O satélite foi lançado com sucesso ao espaço no dia 25 de julho de 2013 às 19:54:07 UTC, por meio de um veículo Ariane 5 ECA a partir do Centro Espacial de Kourou, na Guiana Francesa, juntamente com o satélite INSAT-3D. Ele tinha uma massa de lançamento de 6 649 kg.

## Cobertura
O Alphasat/Inmarsat-4A F4 presta serviços via satélite para a Europa, Oriente Médio, África e partes da Ásia.